# Dipartimento di Ziguinchor
Il dipartimento di Ziguinchor (fr. Département de Ziguinchor) è un dipartimento del Senegal, appartenente alla regione di Ziguinchor. Il capoluogo è la città di Ziguinchor, capoluogo regionale e maggiore città del Senegal meridionale.
Si estende nella parte sudorientale della regione, sulla sinistra idrografica del fiume Casamance, nella sua zona di foce.
Il dipartimento di Ziguinchor comprende 1 comune (il capoluogo Ziguinchor) e 2 arrondissement, a loro volta suddivisi in 5 comunità rurali.
- Niaguis
- Niassia